# Straßengalerie Riegel
Die Straßengalerie Riegel ist ein Projekt der Kunstschaffenden in Riegel am Kaiserstuhl. Dabei werden seit 2021 an nun mehr 43 Standorten, meist Hausfassaden, Vorgärten oder in Schaufenstern, 55 Kunstwerke präsentiert. Diese Kunstwerke wurden von den Eigentümern der Liegenschaften ausgewählt, die Figuren angekauft und die Bilder von Sponsoren finanziert. Alle sind öffentlich einsehbar. Das Projekt wird von der Ortsverwaltung unterstützt. Ein Ursprung dieses Projekts liegt in der Corona-Pandemie, in der Ausstellungen so gut wie nicht möglich waren.
Die Kunstwerke sind auf Aluminium-Dibond gedruckt und verbleiben für mindestens zwei Jahre an den Aufstellungsorten. An den Objekten sind QR-Codes angebracht, die auf weitere Informationen über die Künstler hinweisen. Die Straßengalerie soll auch in Zukunft wachsen, indem weitere Werke von Riegeler Kunstschaffenden hinzukommen oder Kunstwerke ausgetauscht werden.
Die ersten Arbeiten wurden im Juni 2021 installiert. Das Ziel ist es, zu einem künstlerischen Spaziergang durch Riegel einzuladen und Kunst in das öffentliche Leben zu integrieren.
Die Nummern in der ersten Spalte sind der Index in die Karte mit den Ausstellungsorten von 2022.
| 1  |  | Friedenstaube (Bild)        | Karl-Heinz Thiel, Hubert Lang |
| 2  |  | Konfetti                    | Senta Ernst                   |
| 3  |  | Madame reve                 | Karine Stader                 |
| 4  |  | Der Papagei                 | Hubert Lang                   |
| 5  |  | Land in Sicht               | Dieter Rottler                |
| 6  |  | Libellen                    | Senta Ernst                   |
| 7  |  | Mutter mit Kind             | Hubert Lang                   |
| 8  |  | Dieter Rottler              | nicht auffindbar              |
| 9  |  | Figuren an den Leopolshöfen | Dieter Rottler                |
|    |  | Figuren an den Leopolshöfen | Dieter Rottler                |
|    |  | Figuren an den Leopolshöfen | Dieter Rottler                |
| 10 |  | Friedenstaube (Skulptur)    | Hubert Lang                   |
| 11 |  | Tanz des Lebens             | Dieter Rottler                |
|    |  | Palazzo in Cagli            | Dieter Rottler                |
| 12 |  |                             |                               |
| 13 |  | Madame Reve                 | Karine Stader                 |
|    |  | the Messenger               | Karine Stader                 |
|    |  | Miss Peonie                 | Karine Stader                 |
| 14 |  | the Messenger grande        | Karine Stader                 |
| 15 |  | Magic of the Forest         | Michelle Hothum               |
| 16 |  | Weinberg                    | Cordula Boehle                |
| 17 |  | Sonnenschein                | Dieter Rottler                |
|    |  | Tango                       | Dieter Rottler                |
| 18 |  | der Stier                   | Senta Ernst                   |
| 19 |  | Norman Hothum               | Galerie des Künstlers         |
| 20 |  | Alisande                    | Norman Hothum                 |
| 21 |  | nicht auffindbar            | Anna Busch                    |
| 22 |  | Angelus                     | Dieter Rottler                |
|    |  | Diabolus                    | Dieter Rottler                |
| 23 |  | Weiher                      | Cordula Boehle                |
| 24 |  | Sonnenuntergang             | Senta Ernst                   |
| 25 |  | die Blume                   | Senta Ernst                   |
| 26 |  | Ode to the fall             | Karin Stader                  |
| 27 |  | Bienenfresser               | Michele Zimmermann            |
| 28 |  | Riegeler Pforte             | Michele Zimmermann            |
| 29 |  | Riegeler Brauereischloss    | Hubert Lang                   |
| 30 |  | Labyrinth 1                 | Anna Busch                    |